# 王日休
王日休（1105-1173年），字虛中，又稱龍舒居士，南宋龍舒（今安徽舒城）人。曾為國學進士，專修淨土宗。著有《龍舒淨土文》。

## 生平
少年專心於儒學，南宋高宗時，舉為國學進士，但他辭不赴仕，著有六經訓傳數萬言。後專心修行淨土宗。
紹興三十年（1160年），校輯《無量壽經》，於1163年完成。
乾道九年（1173年）正月過世。